# رونگای
رونگای (به انگلیسی: Rongai) شهری در استان ریفت والی واقع در کشور کنیا است که در سال ۱۹۹۹ میلادی ۲۵٫۰۰۰ نفر جمعیت داشته و جمعیت آن در سال ۲۰۰۵ میلادی به ۳۰٫۴۷۱ نفر رسیده‌است.